# Spree (Schiff, 1976)
Die Spree (deutsch etwa: „Ausflug“, „Spritztour“) ist ein 1976 gebautes US-amerikanisches Tauchsafariboot, das in Florida und der Karibik eingesetzt ist. Im Oktober 2014 war es das seit 1962 erste Schiff unter amerikanischer Flagge, das mit offizieller Genehmigung mit Passagieren nach Kuba fuhr.

## Das Schiff
Das Schiff wurde 1976 mit der Hull-Nummer 118 von der Firma Swiftships als sogenanntes „Crew boat“, zur Beförderung von Personal und kleinerem Frachtgut wie Ersatzteilen und Lebensmittel zwischen Offshore-Einrichtungen (wie Bohrinseln, Förderplattformen, Windkraftanlagen, Umspann- und Forschungsplattformen), Wohnschiffen und Küste, gebaut. Es wurde 1993 zum Tauchsafariboot („liveaboard dive boat“) umgebaut. Seit 2002 wird es mit Heimathafen Key West, Florida, von der Firma Spree Expeditions Inc. für Tauchexpeditionen in der Karibik betrieben.
Das 141-BRT-Schiff (IMO-Nummer 8748402) mit Aluminium-Rumpf ist 30,48 m lang und 6,83 m breit und hat 2,13 m Tiefgang. Die Tragfähigkeit beträgt 47 tdw. Das Schiff hat drei Dieselmotoren des Typs 12V71TI von Detroit Diesel mit 1500 PS Gesamtleistung, die eine Höchstgeschwindigkeit von 14 Knoten und eine Dauergeschwindigkeit von 10 Knoten gewährleisten. Die Spree kann bei Tauchexpeditionen in amerikanischen Gewässern bis zu 24 Tauchgäste aufnehmen (in vier Kabinen mit jeweils vier und einer Kabine mit acht Kojen); bei Fahrten außerhalb der USA sind maximal 12 Passagiere erlaubt. Die Besatzung zählt, je nach Fahrtzweck, bis zu acht Mann.

## Besonderes
Vom 24. bis zum 30. Oktober 2014 war die Spree, vom Gulf Reefs Environmental Action Team (G.R.E.A.T.) gechartert, mit US-amerikanischer und kubanischer Erlaubnis auf Tauchexpedition in Kuba. Damit war sie noch vor Kreuzfahrt- und Fährschiffen das seit 1962 erste amerikanische Passagierschiff, das mit offizieller Genehmigung nach Kuba fuhr.